# Porsche 718
La Porsche 718 è un'autovettura da competizione prodotta dalla casa automobilistica tedesca Porsche dal 1957 al 1961 in diverse versioni e motorizzazioni.

## Descrizione

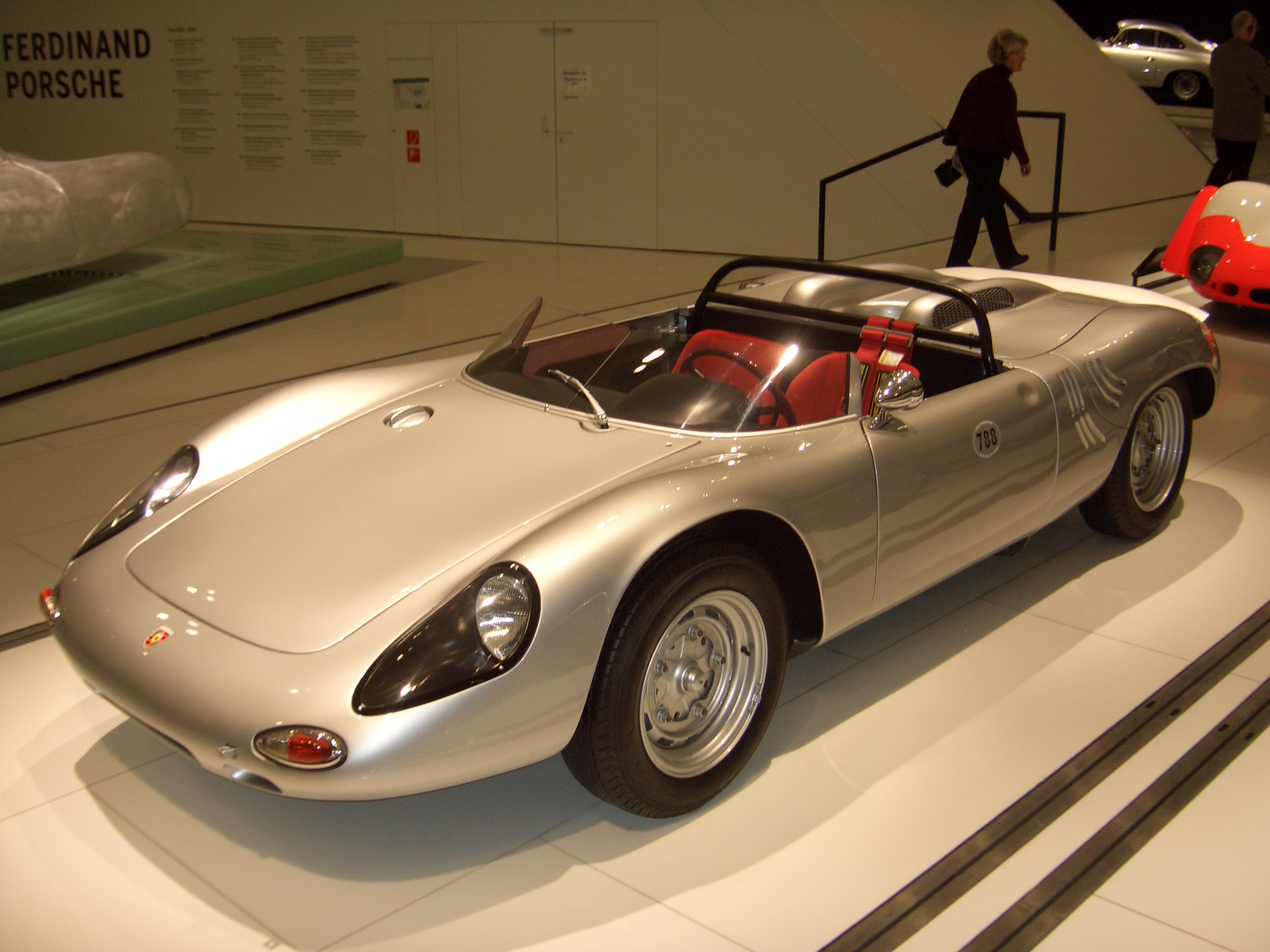
La Porsche 718 W-RS

Derivata in parte dalla Porsche 550 Spyder, alla presentazione era in versione a ruote coperte, ma dalla versione base vennero ricavate anche versioni monoposto a ruote scoperte che presero parte a varie competizioni sia di Formula 2 che di Formula 1.
Durante gli anni di produzione, dopo la prima versione RSK, venne contrassegnata dalla sigla RS (RennSport) seguita dall'anno di produzione, come nel caso delle RS 60, RS 61 e RS 62. Tra i molti successi mietuti vi sono tre edizioni della Targa Florio e l'edizione del 1960 della 12 Ore di Sebring.
Una versione particolare, la 718 W/RS, equipaggiata con motore 8 cilindri di 1981 cm³, nel 1963 si aggiudicò il titolo Europeo della montagna, il sesto per la casa di Stoccarda.
In omaggio a questa vettura ed alla sua architettura di base con motore centrale a 4 cilindri, i nuovi modelli della Porsche Boxster e della Porsche Cayman, che sono stati presentati al salone di Ginevra del marzo 2016, sono stati denominati rispettivamente 718 Boxster e 718 Cayman.